# Dong jezik
Dong jezik (ISO 639-3: doh), bantoidski jezik kojim govori 5 000 ljudi (1998 R. Blench) u nigerijskim državama Taraba i Adamawa. U Tarabi se govori na području lokalne samouprave Zing a u Adamawi u području Mayo Belwa.
S četiri druga jezika čini podskupinu dakoidskih jezika. Ne smije se nrkati s ubangijskim jezikom dongo [doo] (Donga) u DR Kongu.

## Vanjske poveznice
- Ethnologue (14th)
- Ethnologue (15th)
- The Dong Language